# 尚托什
尚托什，是匈牙利绍莫吉州所辖的一个村。总面积11.38平方公里，总人口532，人口密度46.7人/平方公里（2011年1月1日）。